# Röthenbach (metropolitana di Norimberga)
La stazione di Röthenbach è una stazione della metropolitana di Norimberga, capolinea meridionale della linea U2.

## Storia
La stazione di Röthenbach venne attivata il 27 settembre 1986, come parte della tratta da Schweinau.

## Interscambi
- Fermata autobus[2]